# Aeropuerto de Oriol
El Aeropuerto de Oriol, también conocido como Oriol Sudoeste u Oriol Sur (del ruso: Аэропорт Орёл-Южный) (IATA: OEL, ICAO: UUOR) es un aeropuerto ubicado 6 km al sudoeste de Oriol, capital de la Óblast de Oriol, Rusia. 
El espacio aéreo está controlado desde el FIR de Vorónezh (ICAO: UUOO).

## Pista
Cuenta con una pista de asfalto en dirección 04/22 de 2.500 x 45 m (8.202 x 148 pies). El pavimento es del tipo 27/F/D/Y/T. lo que  permite la operación de aeronaves con un peso máximo al despegue de 98 toneladas.